# Fairfield Challenger 2022 - Doppio
Darian King e Peter Polansky erano i detentori del titolo ma hanno scelto di non partecipare.
In finale Julian Cash e Henry Patten hanno sconfitto Anirudh Chandrasekar e Vijay Sundar Prashanth con il punteggio di 6-3, 6-1.

## Teste di serie
1. Julian Cash  /  Henry Patten (campioni)
2. Andrew Harris /  Luke Saville (quarti di finale)

1. Enzo Couacaud /  Reese Stalder (primo turno)
2. Malek Jaziri /  Michail Pervolarakis (quarti di finale)

## Wildcard
1. Yuta Kikuchi /  Carl Emil Overbeck (primo turno)

## Tabellone

### Legenda
| - Q = Qualificato - WC = Wild card - LL = Lucky loser | - ALT = Alternate - SE = Special Exempt - PR = Protected Ranking | - w/o = Walkover - r = Ritirato - d = Squalificato |

|  | Primo turno | Primo turno                | Primo turno                | Primo turno | Primo turno |  |  | Quarti di finale | Quarti di finale           | Quarti di finale           | Quarti di finale | Quarti di finale |   |     | Semifinali | Semifinali                 | Semifinali                 | Semifinali                                  | Semifinali                                  |   |   | Finale | Finale | Finale | Finale | Finale |  |
|  |             |                            |                            |             |             |  |  |                  |                            |                            |                  |                  |   |     |            |                            |                            |                                             |                                             |   |   |        |        |        |        |        |  |
|  | 1           | J Cash H Patten            | J Cash H Patten            | 6           | 6           |  |  |                  |                            |                            |                  |                  |   |     |            |                            |                            |                                             |                                             |   |   |        |        |        |        |        |  |
|  |             | E King M Krueger           | E King M Krueger           | 3           | 4           |  |  | 1                | J Cash H Patten            | J Cash H Patten            | 6                | 7                |   |     |            |                            |                            |                                             |                                             |   |   |        |        |        |        |        |  |
|  | WC          | Y Kikuchi CE Overbeck      | Y Kikuchi CE Overbeck      | 4           | 2           |  |  |                  | C Broom C Frantzen         | C Broom C Frantzen         | 1                | 5                |   |     |            |                            |                            |                                             |                                             |   |   |        |        |        |        |        |  |
|  |             | C Broom C Frantzen         | C Broom C Frantzen         | 6           | 6           |  |  |                  |                            |                            |                  |                  |   |     | 1          | J Cash H Patten            | 6                          | 3                                           | [10]                                        |   |   |        |        |        |        |        |  |
|  | 3           | E Couacaud R Stalder       | E Couacaud R Stalder       | 65          | 5           |  |  |                  |                            |                            | M Damm C Langmo  | 4                | 6 | [6] |            |                            |                            |                                             |                                             |   |   |        |        |        |        |        |  |
|  | PR          | S Carr A Cozbinov          | S Carr A Cozbinov          | 7           | 7           |  |  | PR               | S Carr A Cozbinov          | S Carr A Cozbinov          | 2                | 3                |   |     |            |                            |                            |                                             |                                             |   |   |        |        |        |        |        |  |
|  |             | A Ayeni G Diallo           | A Ayeni G Diallo           | 65          | 3           |  |  |                  | M Damm C Langmo            | M Damm C Langmo            | 6                | 6                |   |     |            |                            |                            |                                             |                                             |   |   |        |        |        |        |        |  |
|  |             | M Damm C Langmo            | M Damm C Langmo            | 7           | 6           |  |  |                  |                            |                            |                  |                  |   |     | 1          | Julian Cash Henry Patten   | Julian Cash Henry Patten   | 6                                           | 6                                           |   |   |        |        |        |        |        |  |
|  |             | A Chandrasekar V Prashanth | A Chandrasekar V Prashanth | 7           | 6           |  |  |                  |                            |                            |                  |                  |   |     |            |                            |                            | Anirudh Chandrasekar Vijay Sundar Prashanth | Anirudh Chandrasekar Vijay Sundar Prashanth | 3 | 1 |        |        |        |        |        |  |
|  |             | D Glinka KK Saar           | D Glinka KK Saar           | 5           | 3           |  |  |                  | A Chandrasekar V Prashanth | A Chandrasekar V Prashanth | 6                | 7                |   |     |            |                            |                            |                                             |                                             |   |   |        |        |        |        |        |  |
|  |             | B Lock C Lock              | B Lock C Lock              | 5           | 2           |  |  | 4                | M Jaziri M Pervolarakis    | M Jaziri M Pervolarakis    | 4                | 5                |   |     |            |                            |                            |                                             |                                             |   |   |        |        |        |        |        |  |
|  | 4           | M Jaziri M Pervolarakis    | M Jaziri M Pervolarakis    | 7           | 6           |  |  |                  |                            |                            |                  |                  |   |     |            | A Chandrasekar V Prashanth | A Chandrasekar V Prashanth | 6                                           | 7                                           |   |   |        |        |        |        |        |  |
|  |             | L Riedi V Vacherot         | L Riedi V Vacherot         | 4           | 3           |  |  |                  |                            |                            | E Clark A Perez  | E Clark A Perez  | 1 | 5   |            |                            |                            |                                             |                                             |   |   |        |        |        |        |        |  |
|  |             | E Clark A Perez            | E Clark A Perez            | 6           | 6           |  |  |                  | E Clark A Perez            | 7                          | 3                | [10]             |   |     |            |                            |                            |                                             |                                             |   |   |        |        |        |        |        |  |
|  |             | S Fanselow E Leshem        | S Fanselow E Leshem        | 4           | 4           |  |  | 2                | A Harris L Saville         | 60                         | 6                | [2]              |   |     |            |                            |                            |                                             |                                             |   |   |        |        |        |        |        |  |
|  | 2           | A Harris L Saville         | A Harris L Saville         | 6           | 6           |  |  |                  |                            |                            |                  |                  |   |     |            |                            |                            |                                             |                                             |   |   |        |        |        |        |        |  |